# BTR-40
BTR-40 (russisch БТР-40) war ein sowjetischer Transportpanzer aus den 1950er-Jahren. BTR steht für russisch Бронетранспортёр (deutsche Transkription: Bronjetransportjor, übersetzt: gepanzertes Transportfahrzeug). In der Nationalen Volksarmee der DDR und Volkspolizei-Bereitschaften wurde der Radpanzer als Schützenpanzerwagen 40, kurz SPW-40, geführt.

## Geschichte
Nach Ende des Zweiten Weltkrieges entwickelte die militärische Führung der UdSSR das Konzept der mechanisierten Infanterie. Grundsätzlich wurden dafür neue gepanzerte Fahrzeuge benötigt. Neben dem BTR-152 wurde als leichteres Fahrzeug der BTR-40 (Objekt 141) entwickelt. Der BTR-40 erwies sich als ungenügend bezüglich seiner Fahreigenschaften im Gelände. Sehr wohl war das Fahrzeug aber bedingt als Aufklärungsfahrzeug geeignet. Weitere Versionen waren beispielsweise Befehlsfahrzeuge, Krankenwagen und Munitionstransporter. Der BTR-40 war bei Feldeinheiten wenig beliebt, im Polizeieinsatz auf befestigten Straßen konnte er dagegen seine Vorteile als kleines, wendiges und schnelles Gefährt besser zur Geltung bringen. Zudem wurde das Fahrzeug in alle Länder des Warschauer Paktes geliefert sowie an viele verbündete Staaten der UdSSR.
Basierend auf dem BTR-40 wurden als Nachfolger die amphibischen Spähpanzer SPW-40 P1 BRDM-1 sowie SPW-40 P2 BRDM-2 entwickelt.

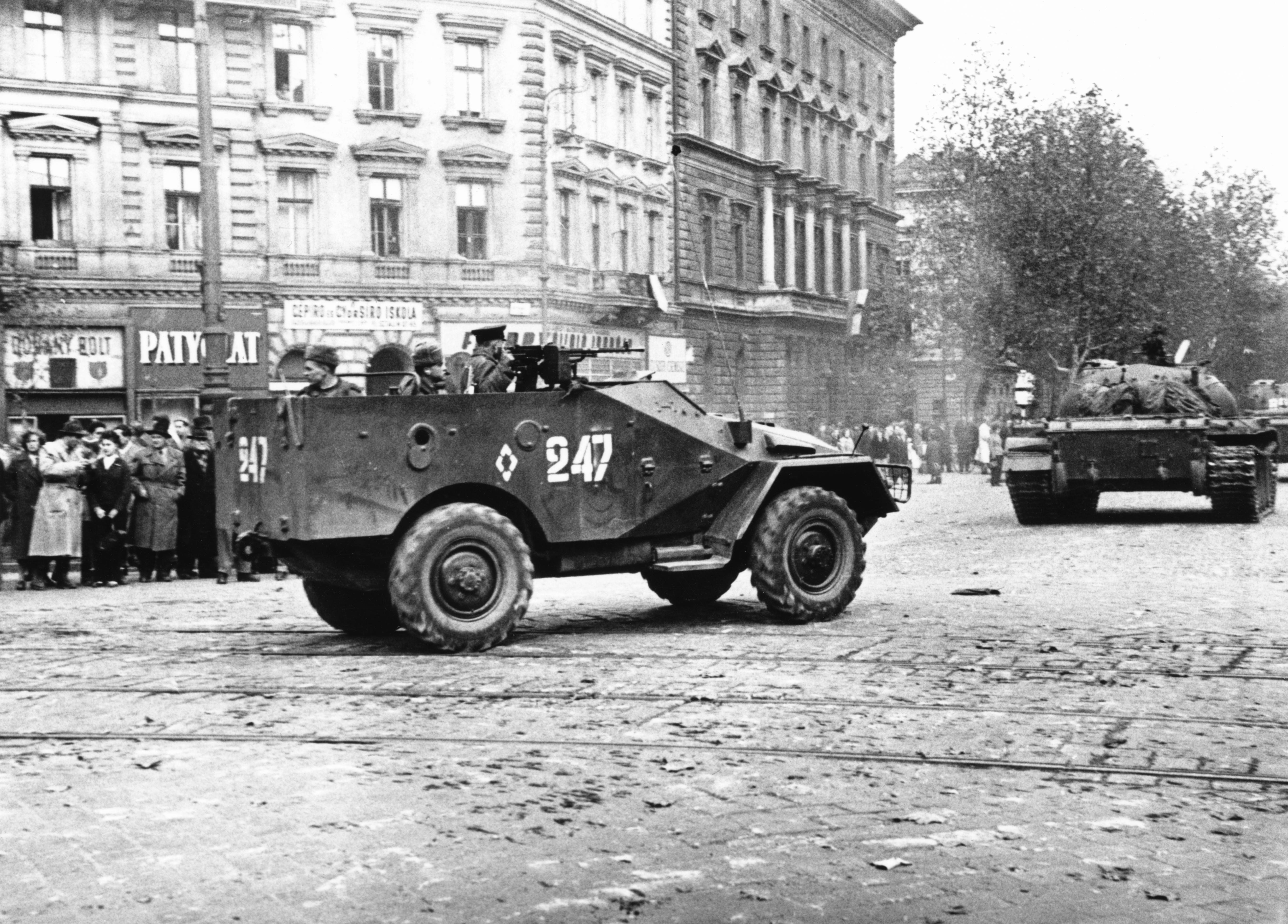
BTR-40 1956 in Budapest (Ungarischer Volksaufstand)
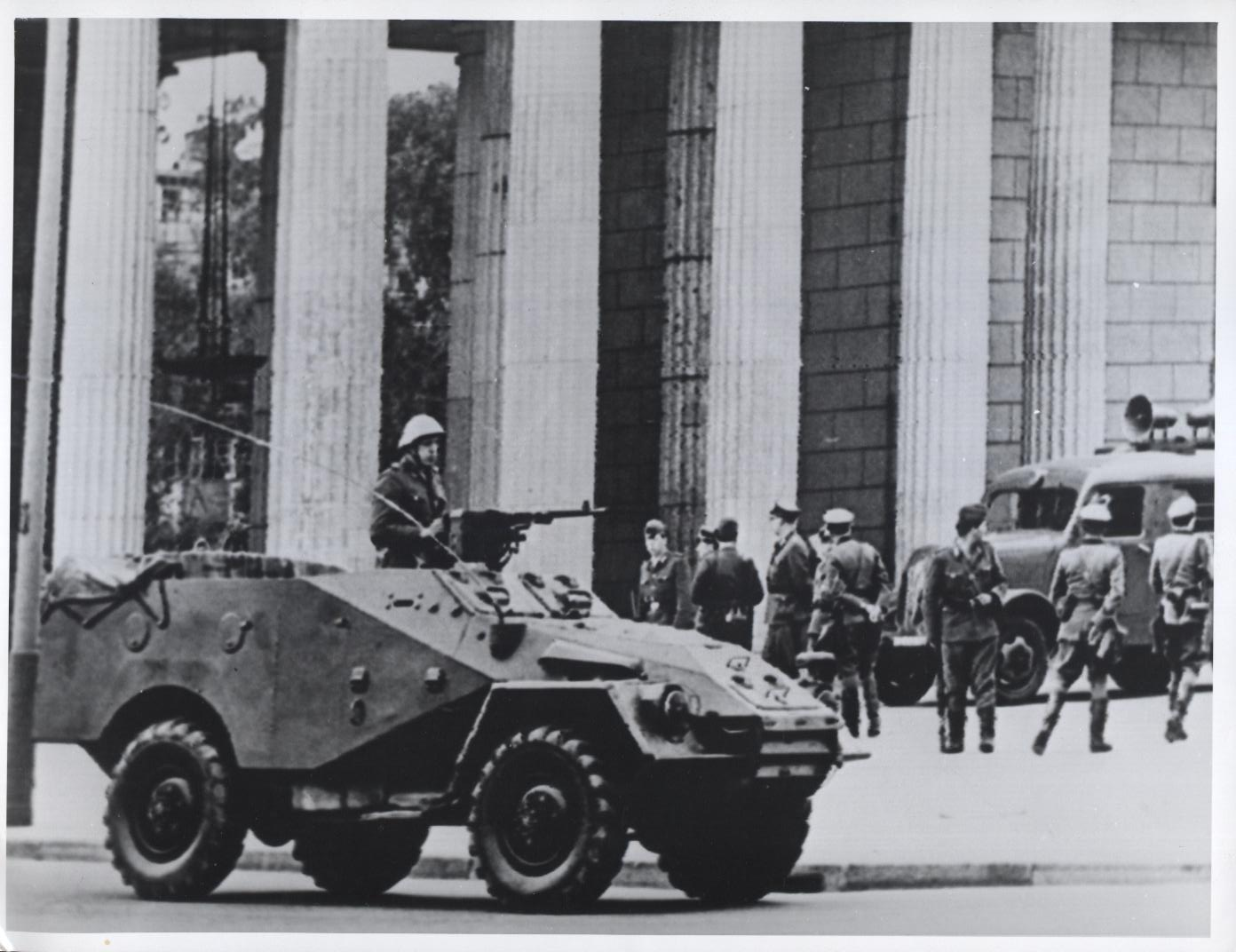
BTR-40 1961 in Berlin am Brandenburger Tor
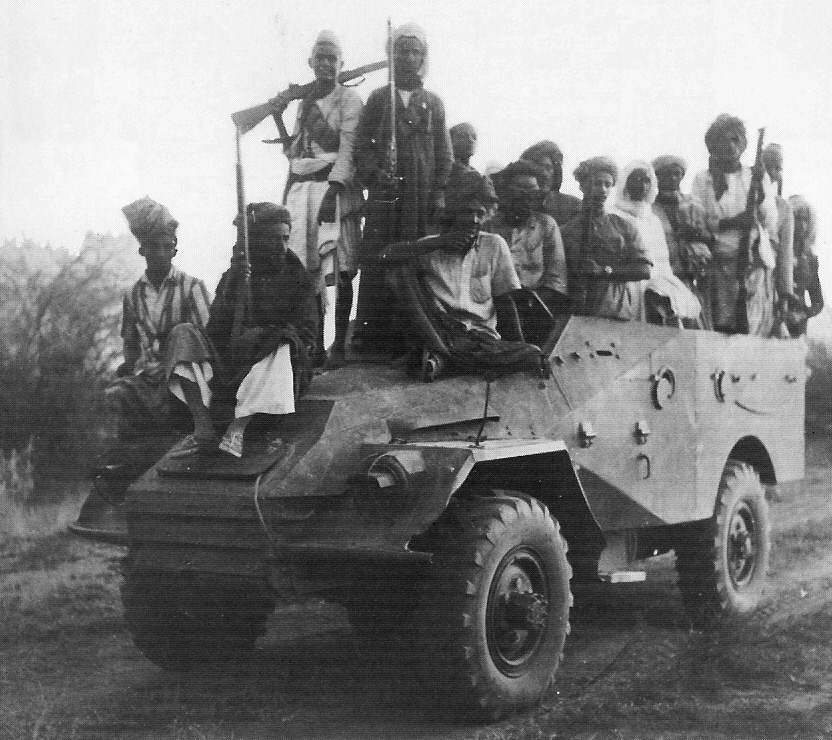
Erbeuteter BTR-40 in Ägypten (zwischen 1962 und 1967)

## Technik
Der BTR-40 basiert auf dem Fahrgestell des LKW GAS-63, von dem Motor, Kraftübertragung, Fahrwerk und Teile der elektrischen Anlage übernommen wurden. Das Fahrzeug verfügt nicht über eine Reifendruckanlage, eine ABC-Schutzanlage fehlt. Das einzelne 7,62-mm-Maschinengewehr war auf einer verschiebbaren Lafette über dem Fahrerraum angebracht.

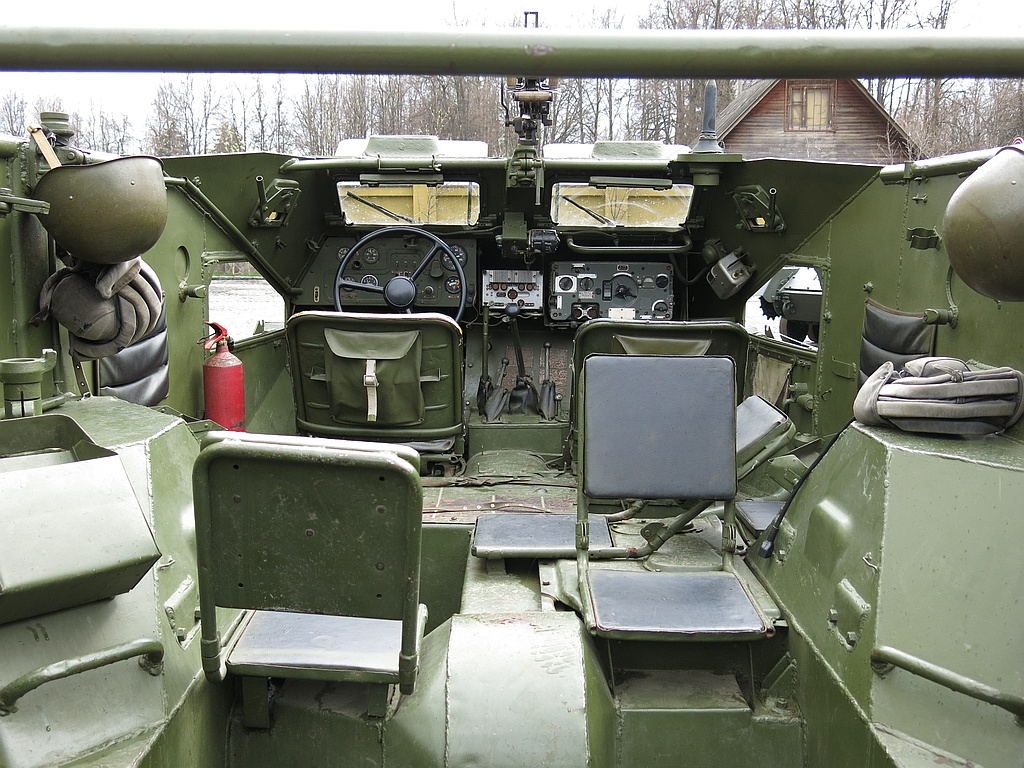
Innenansicht
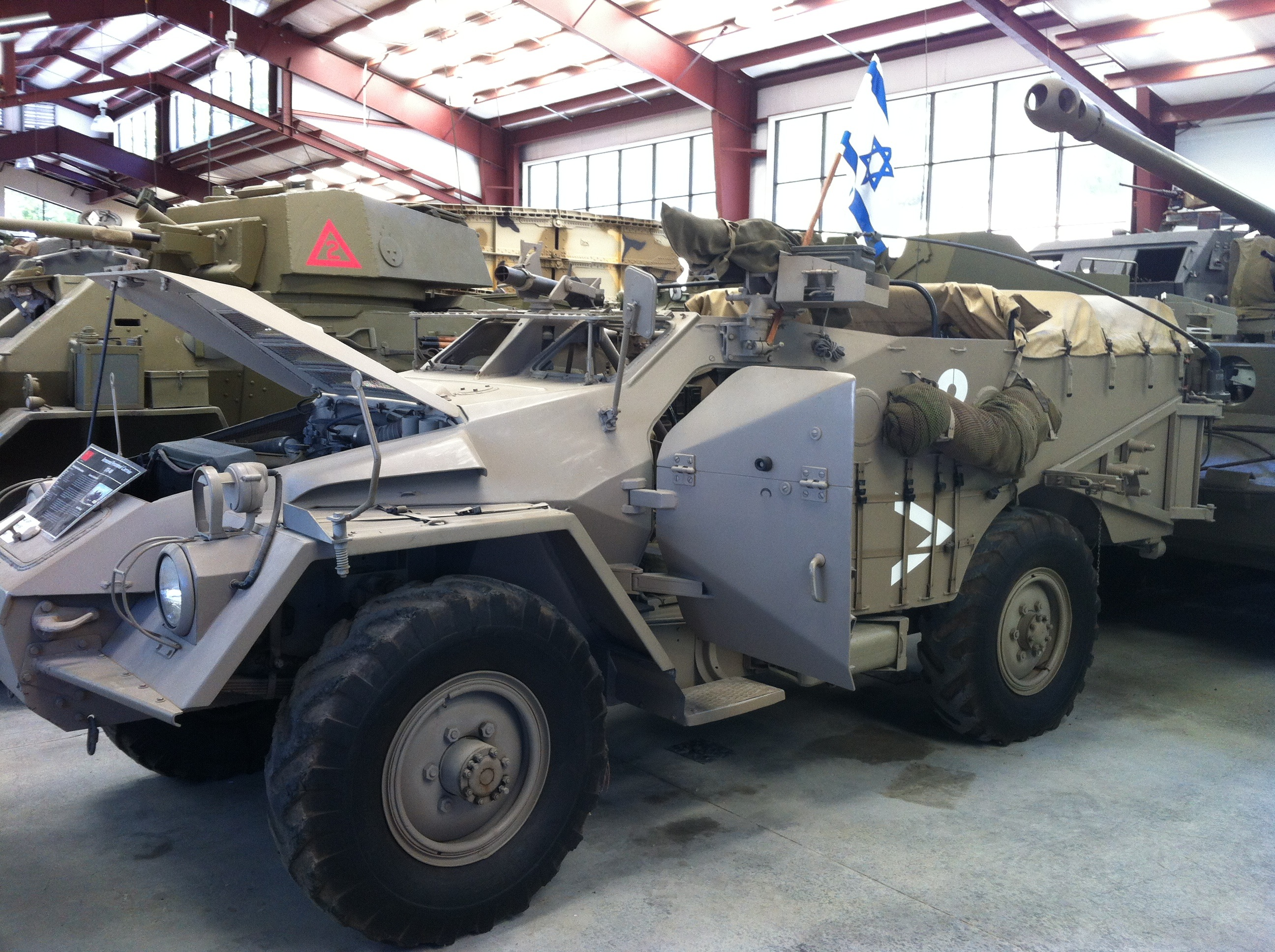
BTR-40, Variante für Israel
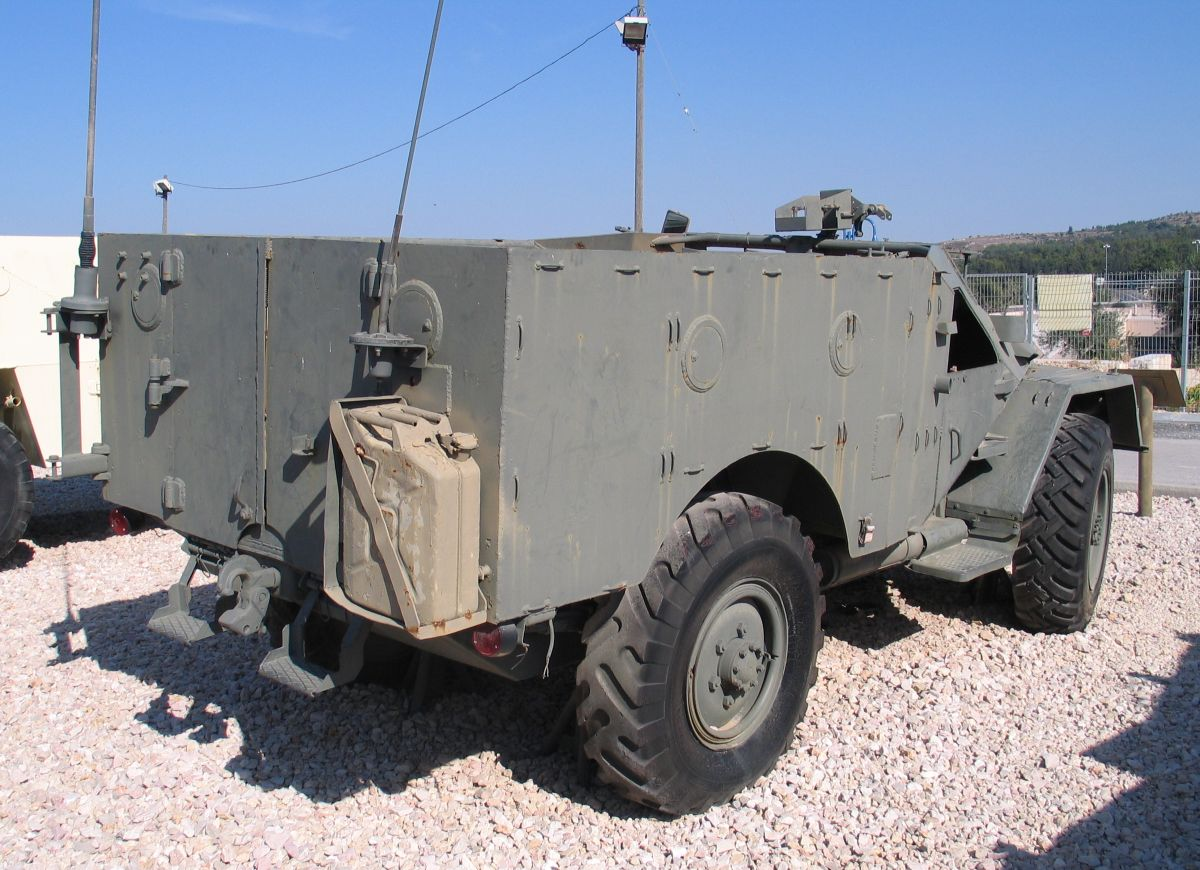
Rückansicht
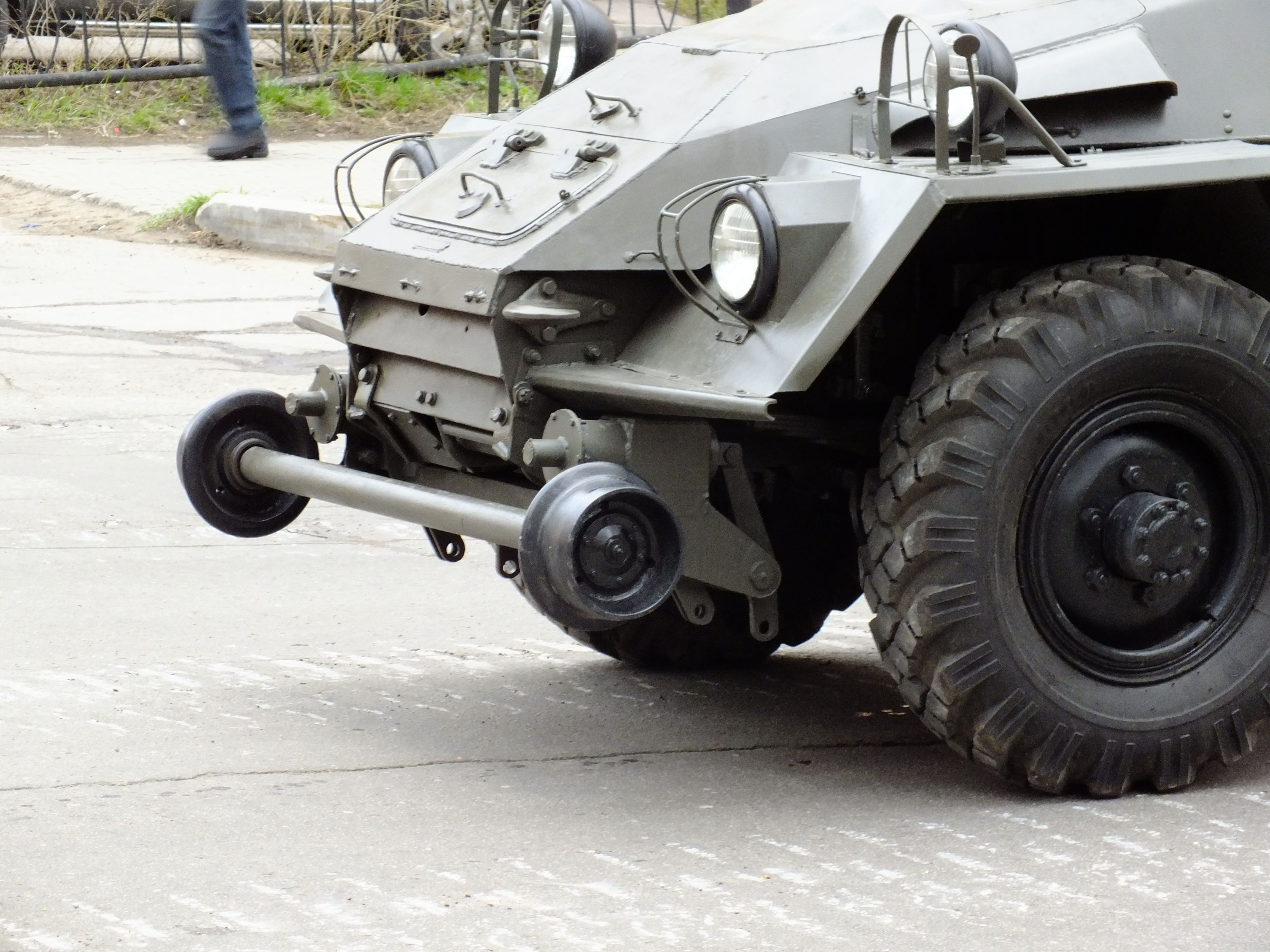
BTR-40 als Zweiwegefahrzeug